# Astacinga (municipalité)
La municipalité de Astacinga est l'une des 212 municipalités de l'État de Veracruz, et est située dans la partie centrale de cet État. Elle se situe à l'ouest du golfe du Mexique, au sein de la chaîne de montagnes de la Sierra Madre orientale, et fait partie du bassin versant de la rivière Río Blanco, un des principaux affluents du fleuve Río Papaloapan. Elle est limitrophe à l'ouest de la limite administrative avec l'État de Puebla. Son chef-lieu est la ville éponyme de Astacinga. Elle dépend de la région administrative de Las Montañas, qui est une des 10 subdivisions administratives de l'État de Veracruz.

## Géographie
La municipalité de Astacinga fait partie du bassin versant du fleuve Río Papaloapan, que de petits affluents de la rivière Río Blanco traversent, dont la rivière San Andrés. Cette dernière s'écoule plus au nord, notamment dans la municipalité de Cuichapa. Assise sur le massif montagneux de la Sierra Madre orientale, son altitude oscille entre 1700 et 2800 mètres. Son chef-lieu, la ville éponyme de Astacinga, se trouve dans la partie nord de son territoire. Ce territoire couvre une superficie de 38,6 km2, et était peuplé en 202 de 6909 habitants, pour une densité de 178,9 habitants par km2.
Cette municipalité est limitrophe au nord de celle de Tlaquilpa, à l'ouest, dans l'État de Puebla, de celle de Vicente Guerrero, au sud, à nouveau dans l'État de Veracruz, de celle de Tehuipango, et à l'est de celle de Texhuacán.

## Composition et démographie
La municipalité était composée en 2020 de 26 localités, dont aucune n'était considérée comme urbaine, toutes étant rurales.
| Localité            | Population |
| ------------------- | ---------- |
| Astacinga           | 966        |
| Acuayucan           | 666        |
| Acatitla            | 650        |
| Huapango            | 626        |
| Buena Vista         | 621        |
| Reste des localités | 3380       |
| Total population    | 6909       |

En plus de l'espagnol, plusieurs langues amérindiennes sont parlées dans la municipalité, dont les principales sont par ordre d'importance : le nahuatl, les autres langues sont très marginales.

## Histoire
Au XVIe siècle, Astacinga se nommait Santa María Asunción Astacinga.
La municipalité d'Astacinga est créée en 1831.

## Économie

### Agriculture et élevage
La superficie des parcelles semées représentait en 2019 une surface totale de 1003 hectares, parmi lesquels 930 hectares étaient voués à la culture du maïs, 58 hectares étaient voués à la culture du haricot, et 12 hectares étaient voués à la production de pommes.
En 2020, la production de viande par tonnes comprenait 17,4 tonnes de viande bovine, 37,2 tonnes de viande porcine, 8 tonnes de viande ovine, 3,1 tonnes de viande caprine, 17,2 tonnes de volailles, et 1,5 tonne de dinde. La superficie vouée à l'élevage représentait alors 1414 hectares.